# 文華新邨

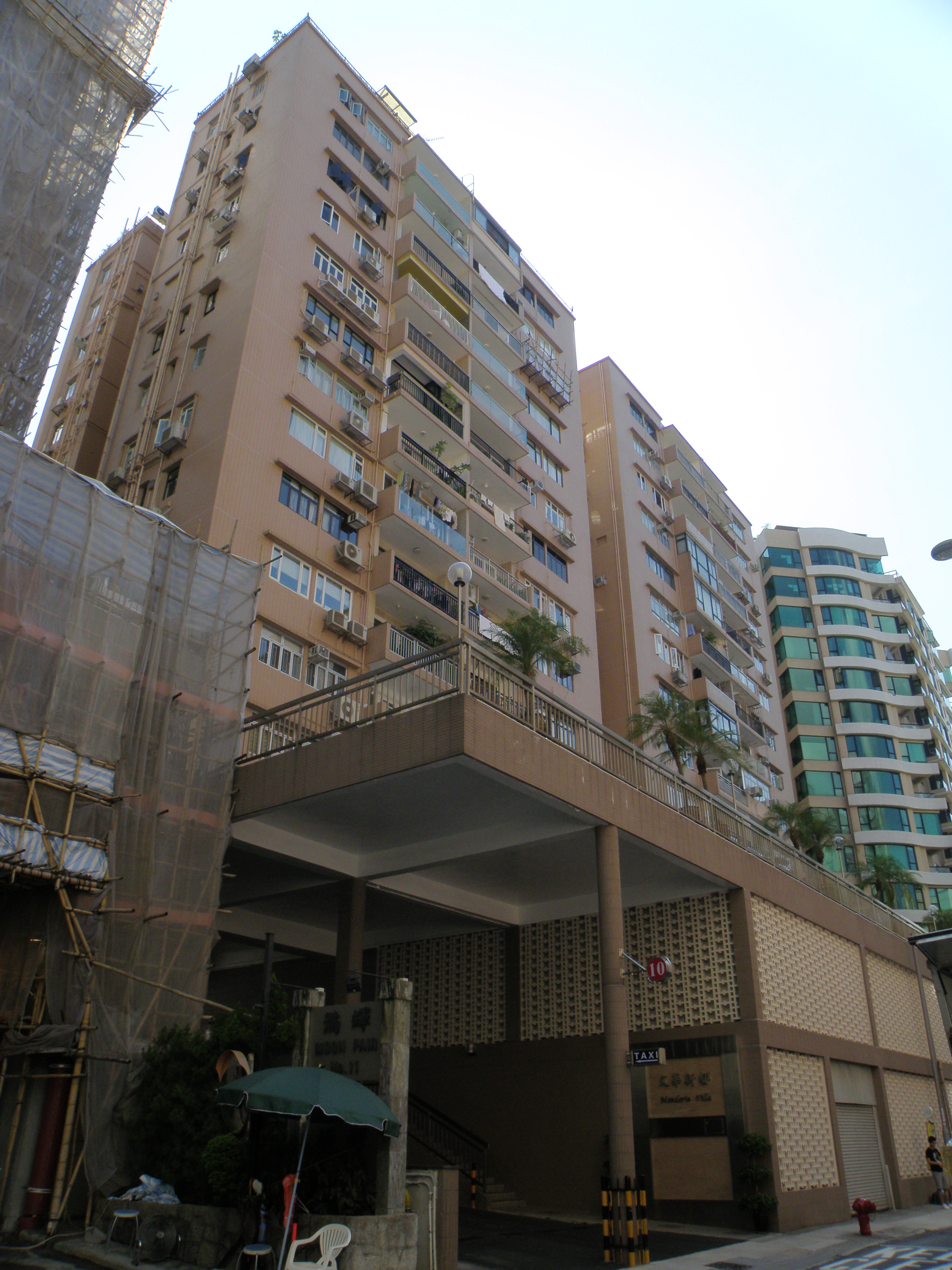
文華新邨

文華新邨（英語：Mandarin Villa），位於香港島東半山肇輝臺，分為東西兩座，屬區內傳統豪宅，由於讀音與九龍油麻地佐敦道俗稱「八文樓」的文華新村完全相同，經常引來誤會。